# Wim Riemens
Willem Laurens (Wim) Riemens (Middelburg, 11 oktober 1933 – Middelburg, 16 februari 1995) was een Nederlandse fotograaf.

## Biografie
Hij volgde een opleiding tot koopvaardij-officier en was als fotograaf autodidact. Sinds 1958 werkte hij als fotojournalist en tot 1972 was hij verbonden aan de Provinciale Zeeuwse Courant. Daarna werkte hij als freelance-fotograaf.
Riemens exposeerde in onder meer Parijs (Prix Niépce, 1968), New York (World in Colour, 1969),  Amsterdam (Jazz in het Bimhuis, 1977), Middelburg (Vleeshal, 1985) en Ahlen (Stadtgalerie, 1991). Collecties van zijn werk zijn te bezichtigen bij de provincie Zeeland, Rabo Investment Zürich, Musée de Chalon, Museum of Modern Art, J. Paul Getty Museum, Musée Suisse de la Photographie Vevey en bij de stad Nagasaki.
In 1995 overleed Riemens aan de gevolgen van de ziekte van Creutzfeldt-Jakob. 

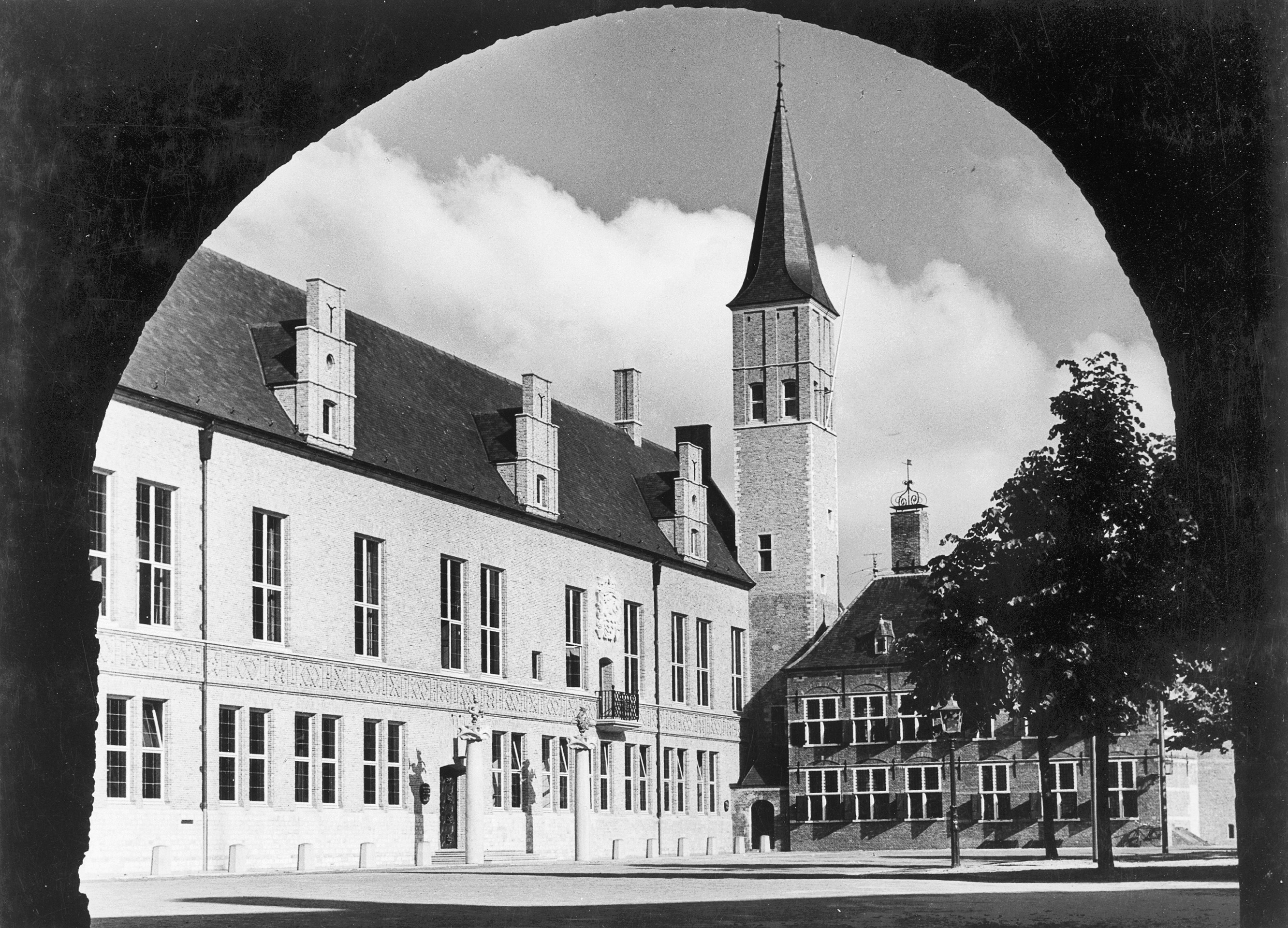
Abdijplein Middelburg Foto W. Riemens, 1960
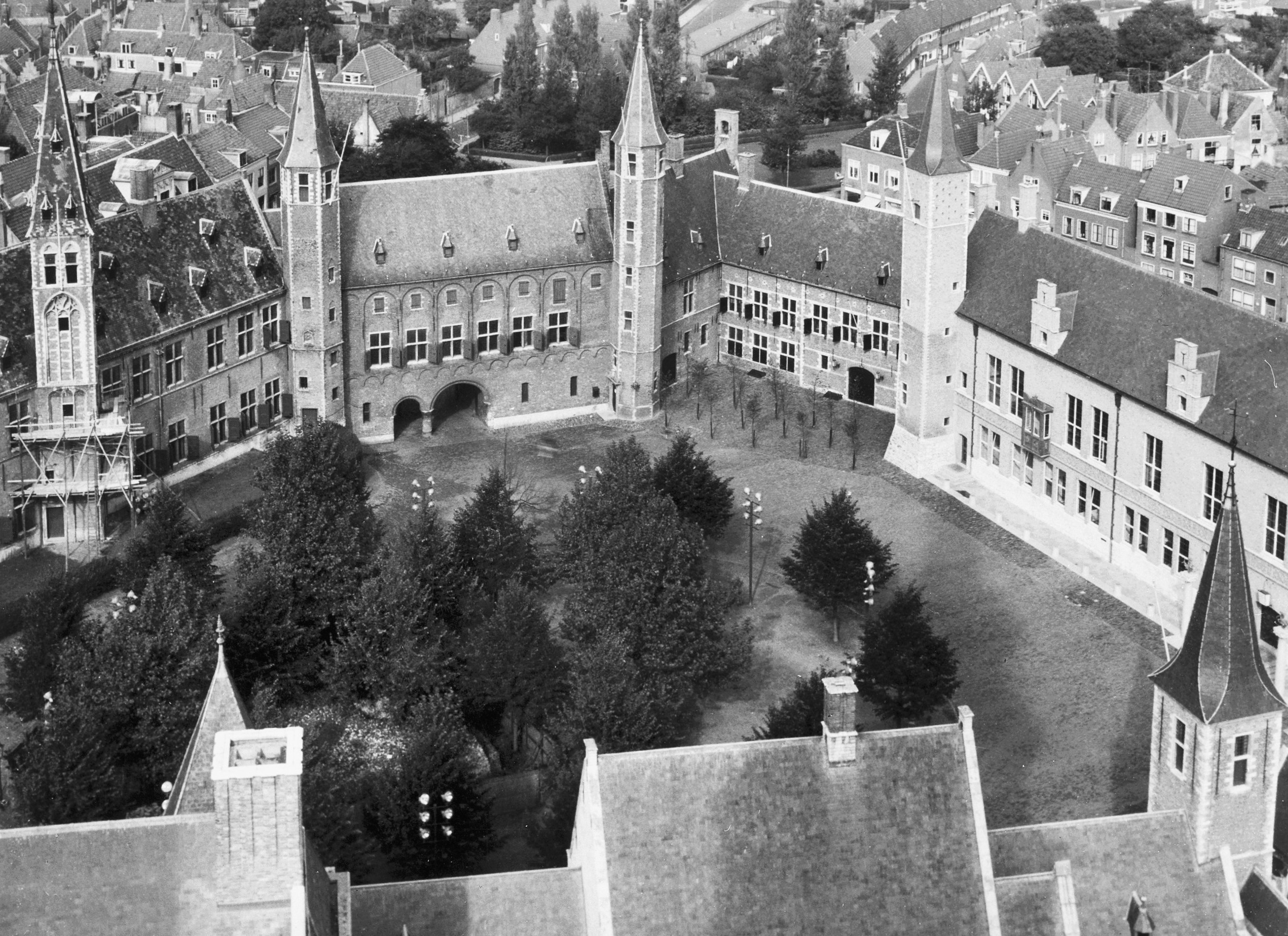
Abdijplein Middelburg Foto W. Riemens,c.1960

## Boekuitgaven
- Ontworsteld land (1960)
- Kenterend Getij (1970)
- Westkaap (1973)
- Dromen over Zeeland (1976)
- Reimerswaal (1979)
- Zeeland op jaren (1980)
- Art of a Nation (1982)
- Tussen Land en Water (1984)
- Land tussen zeeën (1986)
- Waterbouwer (1986)
- Middelburg (1988)
- Forum (1994)
- Werken aan Morgen (1994)
- Locaties (1997)

## Prijzen
- 1968 Prix Niépce Nederland
- 1968 Prix Niépce Europa, tweede laureaat
- 1978 Hasselblad-prijs
- 1997 Zeeuwse prijs voor Kunsten en Wetenschappen (postuum)